# Monte Incudine
Der Monte Incudine (korsisch: U Monti Alcudina) ist mit 2136 m die wichtigste Erhebung im Süden Korsikas. 
Vom Gipfel überblickt man fast die gesamte Bergwelt Korsikas. Im Norden erkennt man den markanten Gipfel Paglia Orba, den mächtigen Monte Rotondo und die höchste Erhebung Korsikas, den Monte Cinto (2706 m). Direkt im Süden liegt das Bavella Massiv. Bei guten Sichtverhältnissen erkennt man auch die Insel Elba und das italienische Festland im Osten. 
Der Monte Incudine ist eine weite Graniterhebung im sogenannten Plateau Cuscione (korsisch: U Cuscionu), der größten Hochebene Korsikas. Den Monte Incudine erreicht man von Zicavo (korsisch: Zicavu) aus über die Straße D 69 in Richtung Col de la Vaccia (1193 m) und biegt vor dem Pass nach links auf die D 428 ab, bis zur Bergerie de Bassetta. Von dort, bzw. von der nahe gelegenen Kapelle San Petru, geht man zu Fuß in etwa drei Stunden auf gut markierten Wegen zum Gipfel. Nach etwa einer Stunde trifft man auf den anspruchsvollen Fernwanderweg GR 20, welcher Korsika in 15 Tagesetappen von Nord nach Süd durchquert.